# Дэй, Уильям Руфус
Уильям Руфус Дэй (англ. William Rufus Day; 1849—1923) — американский политик-республиканец, 36-й Госсекретарь США, а также член Верховного суда США.

## Биография
Уильям Дэй родился в Равенне, Огайо. Его отцом был Лютер Дэй, член Верховного Суда Огайо. B 1870 году окончил Мичиганский университет, а в 1871 году юридическую школу при том же университете. В следующем году поселился в Кантоне, где начал адвокатскую практику вместе с Уильямом Линчем. Вскоре вступил в республиканскую партию, где у него со временем появился большой авторитет.
Был очень хорошим другом Уильяма Мак-Кинли, с которым познакомился на партработе. Был его политическим и юридическим советником на выборах в Сенат США, губернаторских выборах в Огайо, и, в конце концов, на президентских. 3 мая 1897 года президент Мак-Кинли назначил Дэя заместителем Госсекретаря США Джона Шермана. Но тот не оправдал ожиданий президента, и почти через год Уильям Дэй был назначен на место Шермана.
Спустя несколько месяцев Дэй был снят с должности Уильямом Мак-Кинли, который вскоре назначил его председателем специальной комиссии, которая должна была выработать мирный договор, завершивший Испано-американскую войну. По поводу испанских колоний у Дэя и Мак-Кинли возникли разногласия. Дэй предлагал передать США только Кубу, тогда как Мак-Кинли настаивал ещё и на Филиппинах, Пуэрто-Рико, и Гуаме. Однако при заключении мирного договора в Париже он высказал условия Мак-Кинли.
25 февраля 1899 года Мак-Кинли назначил Дэя судьёй в Апелляционный суд США 6-го округа. 28 февраля Сенат США подтвердил назначение.
19 февраля 1903 года президент Теодор Рузвельт назначил Дэя уже на более высокий пост судьи Верховного суда США. 23 февраля Сенат подтвердил назначение.
Был ярым антимонополистом, и соответственно был на стороне правительства в делах против Standard Oil, American Tobacco (1911), Union Pacific (1912), и Southern Pacific (1922).
Ушёл в отставку 13 ноября 1922 года, после чего некоторое время работал в Комиссии по репарациям, главная задача которой была определение условий выплат Германией.
9 июля 1923 года Уильям Руфус Дэй скончался в Макино-Айленд. Похоронен на кладбище «Уэст-Лон» в Кантоне.